# Den Gamle Fabrik
Den Gamle Fabrik er et marmelade-mærke, der er ejet af Orkla. Mærket har eksisteret siden 1979, og siden 1993 har det tilhørt Beauvais, der i 1995 blev købt af Orkla.

## Historie
Den Gamle Fabrik stammer helt tilbage fra den 26. juni 1834, hvor den dog hed Jordbærkælderen, og blev grundlagt af frugthandler J. L. Andersen på Strøget i København. 

Kort gennemgang af Den Gamle Fabrik/Jordbærkælderens historie:
- 26. juni 1834 blev Jordbærkælderen stiftet af frugt- og vildhandler J. L. Andersen på adressen Amagertorv 27 på Strøget, og den blev kaldt for en "Frugt-restaurant". Denne restaurant var kun åben om sommeren, og man kunne, ud over jordbær, købe bær og frugter, kaffe, te, hjemmelavet is, frugtdesserter og lagkage.[2]
- I 1922 blev Jordbærkælderen, som før blot var en sommerrestaurant, en helårsrestaurant, efter salget til bolchemageren S. O. Søemod.[3] Og da salgstallene begyndte at stige blev pengene investeret i en marmeladefabrik.[2]
- I 1979 besluttede Jordbærkælderen at begynde på at brande sine marmelader med Fra Den Gamle Fabrik, hvilket var starten på Den Gamle Fabrik.[4][2]
- Daværende ejer Viola Søemod sælger Jordbærkælderen (sammen med brandet Den Gamle Fabrik) til den svenske tøjkæde Hennes & Mauritz.[5]

## Referener
1. 1 2 3  "Den Gamle Fabrik - Taastrup - Se Regnskaber, Roller og mere". Proff. Proff Firmasøg. Arkiveret fra originalen 3. april 2016. Hentet 2016-03-21.
2. 1 2 3  "Jordbærkælderen - Den Gamle Fabriks Historie". Den Gamle Fabrik. Arkiveret fra originalen 2. april 2016. Hentet 2016-03-21.
3. ↑  "Den Gamle Fabrik Historie - Facebook". Hentet 2016-03-21.
4. ↑  "Den Gamle Fabrik Historie - Facebook". Hentet 2016-03-21.
5. ↑  "Den Gamle Fabrik Historie - Facebook". Hentet 2016-03-21.